# Okrajno sodišče v Lendavi
Okrajno sodišče v Lendavi je okrajno sodišče Republike Slovenije s sedežem v Lendavi, ki spada pod Okrožno sodišče v Murski Soboti Višjega sodišča v Mariboru.